# Rufus Griswold

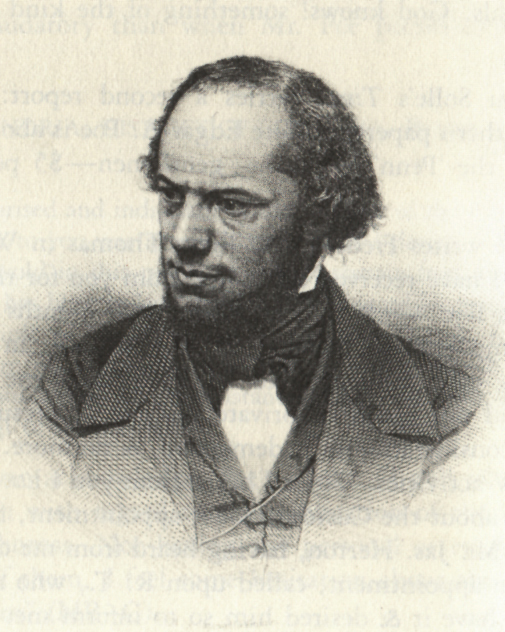
Rufus Wilmot Griswold.

Rufus Wilmot Griswold, född 13 februari 1815 i Benson i Vermont, död 27 augusti 1857 i New York i New York, var en amerikansk författare, verksam som antologisammanställare, redaktör, poet och kritiker. 
Griswold var en tid baptistpredikant, men ägnade sig sedermera åt skriftställarskap och skrev flera populära arbeten, såsom Poets and Poetry of America (1842), Prosewriters of America (1846), Female Poets of America (1849), Poets and Poetry of England in the 19th Century (1845). Griswold är ändå mest känd genom den levnadsteckning över Edgar Allan Poe, som han bifogade upplagan av dennes verk 1850 och där han genom en lögnaktig skildring av den bortgångne tog hämnd för den kritik, som Poe förut haft mot honom.